# Hella (azienda)
La HELLA GmbH & Co. KGaA è una società tedesca di illuminotecnica in ambito automotive con sede a Lippstadt, Nordrhein-Westfalen. I tre settori d'affari sono: Automotive, Aftermarket e Special Applications. 

## Descrizione
Hella è tra i Top 100 a livello mondiale come fornitore in ambito automobilistico e tra le 100 più grandi società tedesche e europee. Nel mondo vi sono 33.700 collaboratori in oltre 125 sedi in 35 paesi. Di cui 7.000 ingegneri e tecnici in ricerca e sviluppo.
Nel Forbes Global 2000 la società si colloca al posto 1803. Nel 2018 in Borsa capitalizza ca. 7,2 mld. di US$.

## Settori
Il settore illuminotecnico e elettronico per autoveicoli e altri veicoli è l'attività principale.
Nel settore automobilistico del post vendita vengono sviluppati prodotti per ricambi e non solo, mentre nel segmento Special Applications è da notare la produzione di prodotti speciali per imbarcazioni.

## Storia
La società nasce nel 1899 da Sally Windmüller sotto il nome di „Westfälische Metall-Industrie Aktien-Gesellschaft (WMI)“. 
Il nome Hella viene creato per la prima volta nel 1908 come designazione di faro all'acetilene. Nel 1923 la famiglia di imprenditore di Lüdenscheid Hueck acquisisce la maggioranza delle azioni. Nel 1986 il nome Hella entra nella designazione ufficiale della società. La descrizione del nome Hella è data dal fondatore Sally Windmüller che assieme alla moglie Helene, abbreviato Hella, associò il nome della consorte alla parola „heller“.
Dopo la seconda guerra mondiale avviene la rifondazione, nel 1951 viene fondata la società figlia a Todtnau, Metallwerke Todtnau, che nel 1976 si sposta nella attuale sede a Wembach. Oggi la società ha sedi in Germania a Lippstadt, Brema, Recklinghausen, Hamm (Bockum-Hövel), Nellingen e Wembach. Nel 1973 nasce a Erwitte il magazzino centrale a nome Hella Distribution GmbH. Negli anni '60 inizia la espansione all'estero, nel 1961 il primo sito produttivo a Mentone, Australia e nel tempo fino a oltre 100 siti in 35 nazioni.
Negli anni '90 Hella fa Joint venture con diversi fornitori di casi automobilistiche, Mahle Behr, Plastic Omnium, Samlip, Leoni, Mando, TMD Friction, InnoSenT GmbH, HBPO GmbH e BHTC GmbH o Intedis GmbH.
Le azioni sono quotate alla Borsa di Francoforte e alla Borsa di Lussemburgo, MDAX.

## Prodotti

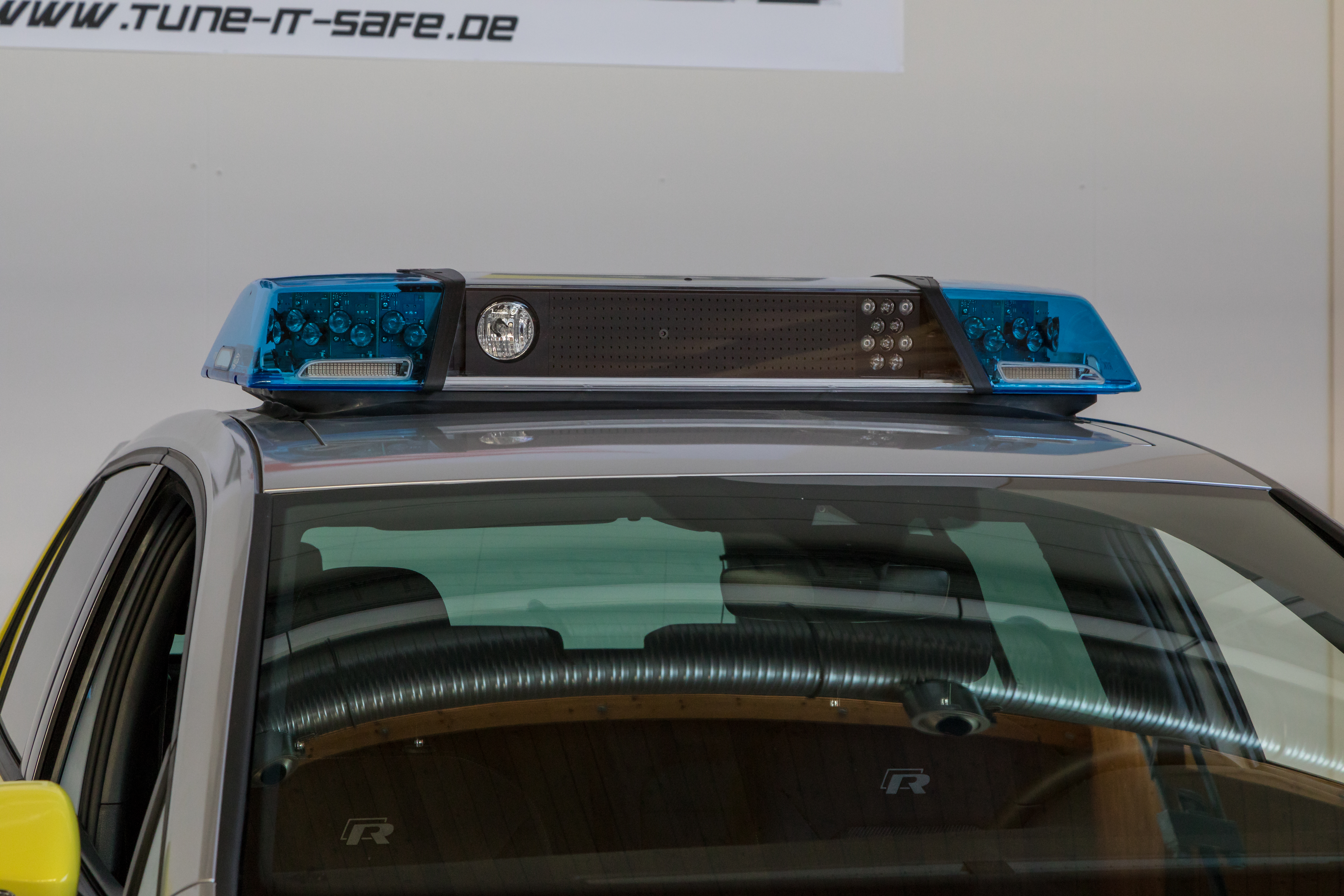
Hella RTK 7

La Hella sviluppa sistemi completi per Automotive nella illuminotecnica e elettronica. Nell'aftermarket è uno dei più grandi fornitori d'Europa. Nelle Special Applications Hella sviluppa prodotti per veicoli speciali.
- Lampade e Illuminazione, LED.
- Telecamere per autoveicoli.
- Sistemi completi per la sicurezza del veicolo, confort, elettronica. Databus, unità di controllo elettronico (elettromeccanica), 24 GHz radar, Blind Spot Information System. Attuatori, EPS-System, Sensori vari.
- Behr e Hella Service dal 2005 per condizionatori e Impianto di raffreddamento.
- Barre luminose, OWS e RTK per Polizia, Soccorso, Vigili del fuoco, Technisches Hilfswerk
- In Nuova Zelanda la società Hella-New Zealand Limited fornisce con la Hella-Marine luci per imbarcazioni.
- Hella e la cinese BAIC producono luci per automobili.[5]

## Sviluppo prodotti
Cronologia
| circa | |
| 1908  | Primo faro elettrico |
| 1915  | Prime luci soffuse |
| 1936  | Faro elettrico per Volkswagen |
| 1957  | Luci asimmetriche |
| 1965  | Primo relè elettronico |
| 1971  | Lampada a incandescenza H4 alogena |
| 1983  | Primo proiettore fari DE |
| 1988  | Riflettore a geometria libera |
| 1992  | Fari allo Xenon prima generazione di serie                                                                                               |
| 1993  | Primo faro in Europa con proiettore in plastica                                                                                          |
| 1999  | Primo faro Bi-Xenon di serie - “Contactless Inductive Position Sensor” (CIPOS) sensore di posizione HELLA                                |
| 2002  | Prima luce diurna |
| 2003  | Prima produzione serie al mondo di fari LED bianco (luci diurne) - Fari con curva di luce dinamica - Sensore batteria intelligente (IBS) |
| 2007  | Prima camera frontale con sensori di distanza                                                                                            |
| 2008  | Hella produce i fari LED per Cadillac Escalade Platinum - Hella produce il Blind Spot Information System per Audi A4.                    |
| 2010  | Sviluppo di uno sterzo per sistema EPS - Primo faro con camera e adattatore Hell-Dunkel-Grenze                                           |
| 2012  | Primo faro a LED per autocarro |
| 2013  | Primo faro a matrice di LED |